# Jaime Thorne León
Jaime Fernando Nicolás Thorne León (Lima, 11 de septiembre de 1943 - Ibídem, 5 de abril del 2018) fue un abogado y político peruano. Fue ministro de Defensa durante el segundo gobierno de Alan García, desde septiembre del 2010 hasta julio del 2011.

## Biografía
Nació el 11 de septiembre de 1943. Fue hijo de Rollin Thorne Sologuren, banquero y comerciante peruano que se desempeñó durante un largo periodo como director del Banco Italiano de Lima, y de María Josefina Teresa León y Bueno. Por el lado materno, fue nieto de José Matías León y Carrera, quien ocupó el cargo de ministro de Fomento y ministro de Justicia, Instrucción, Culto y Beneficencia durante el Oncenio del presidente Augusto B. Leguía.
Una de sus hermanas, Ana Teresa Thorne León, contrajo matrimonio con el excanciller Fernando de Trazegnies, convirtiéndose en marquesa consorte de Torrebermeja y condesa consorte de las Lagunas. Fue también tío del arzobispo de Lima Juan Luis Cipriani Thorne y del exministro de Economía y Finanzas Alfredo Thorne Vetter.

### Carrera
Realizó sus estudios escolares en el Colegio Inmaculado Corazón y en el Colegio Santa María Marianistas, siguiendo los de derecho en la Pontificia Universidad Católica del Perú y en la Universidad Nacional de Trujillo. Realizó también un posgrado en contabilidad financiera en la Universidad ESAN.
Fue árbitro del Centro de Arbitraje Nacional e Internacional de la Cámara de Comercio de Lima y secretario del Jurado Nacional de Elecciones. Fue también profesor de Derecho Procesal Civil en la Universidad de Lima y fue uno de los socios fundadores del estudio jurídico Thorne, Echeandía & Lema Abogados.

### Presidente de INDECOPI
Se desempeñó como presidente del Instituto Nacional de Defensa de la Competencia y de la Protección de la Propiedad Intelectual (INDECOPI) entre 2006 y 2010.

### Ministro de Defensa
El 15 de septiembre del 2010, ante la renuncia del ministro Rafael Rey, Thorne fue nombrado en su reemplazo como ministro de Defensa por el presidente Alan García.
Durante su gestión se redujo el área de influencia de los terroristas de 34 mil kilómetros a 5 mil kilómetros.
Permaneció en el cargo hasta el final del segundo gobierno aprista en julio del 2011.

## Fallecimiento
El 5 de abril del 2018, Jaime Thorne falleció a los 74 años. La noticia fue dada por el expresidente Alan García en su cuenta de Twitter.